# Бегущий во времени
«Бегущий во времени» — кинолента совместного производства Канады и США, фантастический фильм режиссёра Майкла Мазо. Главные роли в фильме исполнили Марк Хэмилл, Рэй Дон Чонг и Брайон Джеймс.

## Сюжет
Действие фильма начинается в 2022 году. Земля страдает от внешнего вторжения. Оставшиеся в живых бегут с планеты на космических кораблях. Люди уже не могут что-то изменить напрямую — время уже ушло, но понимают, что можно повлиять на будущее, изменив прошлое.
Один из астронавтов Майкл Райнор попадает в завихрение темпорального поля и оказывается в 1992 году. Там он знакомится с прелестной женщиной-учёным Карен Доналдсон, от которой, как ни странно, зависит ядерная угроза Земле в будущем. Выясняется, что все беды идут от президента Нейлы.
Райнор с Карен хотят помешать стать Нейле президентом. Но и Нейла со своими сторонниками не теряет времени даром. Он хочет найти мать Райнора в 1992 году и уничтожить её. Тогда Райнор не родится и не сможет помешать стать Нейле президентом.

## В ролях
- Марк Хэмилл — Майкл Райнор
- Рэй Дон Чонг — Карен Доналдсон
- Брайон Джеймс — Нейла
- Марк Бор — Фримэн
- Гордон Типпл — Арни
- Джон Макларен — Карл Витерс
- Рэйчел Хэйуорд — Кэролайн Райнор

## Другие названия
- В изгнании (In Exile)